# Post Oak Bend City
Post Oak Bend City kisváros az USA Texas államában, Kaufman megyében. Lakosainak száma 683 fő (2020. április 1.).

## Népesség
A település népességének változása:
| Lakosok száma | 404  | 595  | 683  |
|               | 2000 | 2010 | 2020 |